# الببر: حكاية صياد قديم
الببر: حكاية صياد قديم (هانغل: 대호) هو فيلم أكشن دراما كوري جنوبي يدور حول صياد مستعد لقتل آخر ببر في كوريا. الفيلم من بطولة تشوي مين سيك، جونغ مان سيك وكيم سانغ هو، صدر الفيلم في 17 ديسمبر 2015.